# Mieczysław Bręczewski
Mieczysław Bręczewski (ur. 2 stycznia 1954 w Poznaniu) – polski lekkoatleta, który specjalizował się w pchnięciu kulą.
W roku 1973 podczas rozgrywanych w Duisburgu mistrzostw Europy juniorów wywalczył brązowy medal. Rok później, w Rzymie, na eliminacjach zakończył swój udział w seniorskich mistrzostwach Starego Kontynentu. Dwukrotny medalista mistrzostw Polski - w 1974 zdobył złoto, a w 1975 srebro. Siedem razy bronił barw narodowych w meczach międzypaństwowych (w latach 1974–1976). W czasie kariery sportowej reprezentował warszawską Legię oraz Orkana Poznań. Rekord życiowy: 19,54 (24 sierpnia 1975, Warszawa).